# Philippe Casenave
Philippe Casenave est un diplomate français et un militaire du cadre de réserve né le 3 mai 1965.  

## Biographie
Entré au service de l’État en qualité de commissaire de l’air (major de la promotion 1987 de l’École de l’air – École du commissariat de l’air), Philippe Casenave a été nommé commissaire lieutenant-colonel de l’armée de l’air le 1er août 2001.
Il a ensuite rejoint la diplomatie française par intégration statutaire dans le corps des conseillers des Affaires étrangères en 2002.
Il a suivi des études au lycée Michelet de Montauban (baccalauréat série C, 1982), à l'Institut d'études politiques de Toulouse (promotion 1985) et à la Longwood University aux États-Unis (État de Virginie) en Master of Arts de littérature anglo-saxonne, tout en y exerçant des fonctions d’assistant de français.
Il a été auditeur du Centre des hautes études sur l’Afrique et l’Asie modernes (CHEAM, 1997-98) et de l’Institut diplomatique (2006) du ministère des Affaires étrangères.
Ancien athlète et joueur de rugby, Philippe Casenave a été membre de l’US Montauban (sections athlétisme et rugby), du Stade Toulousain (section rugby), du Longwood Lancers College Rugby Football Club et capitaine de l’équipe de rugby l’École de l’air. Il a participé à de nombreuses compétitions et sélections départementales, régionales et nationales (finale du championnat de France d’athlétisme relais 4x100 mètres catégorie juniors, finale du championnat de France universitaire de rugby, stage franco-allemand de la FFR) jusqu’à son entrée dans la vie active en 1987. À la tête de l’équipe de rugby École de l’air de Salon de Provence, il a été champion des Grandes écoles militaires en 1988.[réf. nécessaire]
Au cours de sa carrière au ministère de la Défense, il a exercé des responsabilités juridiques, financières, logistiques et dans le domaine de l‘audit en état-major militaire (direction centrale du commissariat de l‘air), en opération extérieure (Opération Daguet, Arabie saoudite, 1990-91), sur base aérienne (BA 203 de Bordeaux-Cenon), en coopération militaire (conseiller technique au ministère de la défense à Ouagadougou) et au sein de la Gendarmerie nationale (chef des services logistiques de la Légion de gendarmerie départementale de Poitou-Charentes).
Depuis son détachement (1998) puis son intégration (2002) au ministère des Affaires étrangères, Philippe Casenave a exercé des fonctions diplomatiques en administration centrale et en poste à l’étranger.
Dans un premier temps chargé de Protocole au ministère des Affaires étrangères (1998), il a été mis à la disposition de la présidence de la République en 1999 pour ensuite diriger la cellule du Protocole de L’Élysée. 
De 2003 à 2006, il a été nommé à Lima en qualité d’adjoint de l’ambassadeur de France au Pérou,, puis Ministre-conseiller à Islamabad de 2006 à 2009,.
De 2009 à 2011, il a été mis à la disposition par la France auprès du gouvernement des Émirats arabes unis en qualité de conseiller du ministre des Affaires étrangères Sheikh Abdala bin Zayed Al Nahyan. Dans ce cadre, il a coordonné l’organisation des visites officielles à l’étranger du ministre des Affaires étrangères des Émirats, et a notamment participé à l’assemblée générale des Nations unies à New York.
En 2011, il a été sous-directeur du Cérémonial au Protocole d’État et à ce titre a été chargé de l’organisation des visites officielles en France des chefs d’État et de gouvernement étrangers ainsi que du protocole des ministres des Affaires étrangères Alain Juppé puis Laurent Fabius,.
Dans le cadre de ses fonctions, il a participé à des missions d’expertise et de formation au protocole diplomatique international au profit d’institutions françaises (Ecole supérieure de journalisme de Paris, CIIAP-ENA) et d’États étrangers amis de la France (Cameroun, Liban, Israël, Palestine, El Salvador),,,.
En avril 2014, Philippe Casenave est nommé ambassadeur de France au Panama,, et en octobre 2014 ambassadeur de France non-résident aux Bahamas, en résidence à Panama,.
Le 31 juillet 2017, Philippe Casenave est nommé consul général de France à Marrakech. 
Le 2 mai 2023, il devient directeur du protocole au sein du ministère de l'Europe et des Affaires étrangères. Toutefois, le même jour, il est mis fin à ses fonctions, en raison d'une affaire dans laquelle Casenave avait été impliqué lors de ses précédentes fonctions au consulat général de France à Marrakech. Selon une enquête administrative diligentée par le ministère, il aurait laissé un de ses proches disposer librement de la résidence officielle du consulat, dans laquelle cette personne recevait ses amis ainsi que "des jeunes gens, vraisemblablement des prostitués", le rapport y voyant une "dérive" ayant "porté atteinte à la réputation du consulat" et à la "sécurité du poste". 